# Inri Cristo
Álvaro Thais (Indaial, Santa Catarina, 22 de marzo de 1948), más recordado por su personaje de líder religioso (Inri Cristo). Álvaro es un brasileño a veces excéntrico conocido en diversas partes de Brasil que se presenta como la reencarnación de Jesucristo desde hace mucho tiempo. Antes de seguir su carrera artística, Álvaro fue criado en el interior de Blumenau y su hermano era operador de audio en una radio de la región. Posteriormente llegó en Curitiba cuando se hizo famoso por la actuación de su personaje en programas de televisión humorísticos, llegando a participar en una campaña publicitaria. El catarinense ya apareció en programa de Silvio Santos, Programa do Jô, Programa do Ratinho, Superpop, O Estranho Mundo de Zé do Caixão, Pânico, Pânico na TV, CQC y QG Podcast, donde él debate con otras personalidades, como el padre Óscar González Quevedo y el Toninho do Diabo.

## Biografía
Inri Cristo fundó la institución Suprema Ordem Universal da Santíssima Trindade (Suprema Orden Universal de la Santísima Trinidad, SOUST) 28 de febrero de 1982, en la Catedral Metropolitana de Belém. SOUST se instaló  en Curitiba, hasta su instalación definitiva en Brasilia en 2006.
Inri Cristo siempre ha estado rodeado de mucha controversia y ha dado muchas entrevistas. Hijo de Magdalena y Wilhelm Thais, su apellido Thais es el resultado de un error tipográfico en el "Theiss" original en alemán.
En 1979, afirma haber tenido la revelación de su verdadera identidad, después de hacer un ayuno de unos días en Santiago, Chile. Antes de eso, él era conocido como Yuri de Nostradamus, el nombre que adoptó como vidente y consejero.
Entonces la supuesta revelación vino a predicar su doctrina, habiendo visitado varios países de América Latina y Europa. Fue expulsado de Gran Bretaña y EE. UU., pero fue acogido en Francia durante nueve meses. De regreso a Brasil, después de años de proceso por falsificación, la Corte del Estado de Paraná reconoció su derecho a utilizar el nombre de Cristo Inri junto con su nombre de pila en todos sus documentos.
La adopción del nombre «INRI» se produjo después de un periódico mexicano publicó este nombre. Esto sería considerado como la primera señal después de la revelación en Santiago, él era el Cristo "reencarnado". INRI, que significa «Jesús Nazareno Rey de los Judíos», sería de acuerdo con la revelación el nuevo nombre con el que regresó Cristo.
Inri ha hecho campañas para el público más joven mediante la creación de versiones "místicas" de las canciones de artistas tan populares como Justin Bieber, Britney Spears, PSY, entre muchos otros. Los clips, son siempre cantados por las inriquetes, el seudónimo con el que son conocidas las seguidoras de Inri Cristo.